# Brachymenes
Brachymenes  (лат.) — род одиночных ос (Eumeninae). 2 вида. Между грудкой и брюшком узкий стебелёк — петиоль, который как минимум вдвое уже первого тергита. Голени средней пары ног с одной шпорой.

## Распространение
Неотропика, от Центральной Америки до Аргентины.

## Описание
Для высокогорий Анд характерен вид Brachymenes wagnerianus (de Saussure, 1875), а для низин — вид Brachymenes dyscherus (de Saussure, 1852). Первые экземпляры этих ос был собраны немецким натуралистом и путешественником Moritz Wagner (род.3.10.1813) во время его экспедиции в Панаму, Колумбию и Эквадор в 1858—1859 годах. При описании нового вида по этому голотипу швейцарский биолог Henri de Saussure назвал его в честь первоокрывателя. В 1961 году итальянский энтомолог Antonio Giordano Soika в его ревизии всей группы одиночных ос Eumenidae во время работы на 11-м Международном энтомологическом конгрессе в Вене (Австрия) выделил новый род Brachymenes.

## Классификация
2 вида.
- Brachymenes dyscherus (de Saussure, 1852) — Гайана, Бразилия, Аргентина, Парагвай, Боливия.
- Brachymenes wagnerianus (de Saussure, 1875) — Панама, Колумбия, Эквадор, Перу, Венесуэла.